# 坎普冰川
71°45′S 25°24′E / 71.750°S 25.400°E
坎普冰川是南極洲的冰川，位於毛德皇后地的朗希爾德公主海岸，處於南龍達訥山脈，流經奧斯特坎帕內山、北豪根山、中豪根山和南豪根山，全長15公里，由挪威製圖師根據美國海軍的空中照片繪入地圖。